# Andrea Gaudenzi
Andrea Gaudenzi (Faenza, 30 juli 1973)  is een Italiaans voormalig tennisser. Bij de junioren won Gaudenzi in 1990 Roland Garros en de US Open in het enkelspel. Hierna begon Gaudenzi aan zijn profcarrière, waarin hij drie ATP-toernooien in het enkelspel en twee ATP-toernooien in het dubbelspel op zijn naam schreef.

## Palmares

#### Enkelspel
| Legenda                       | Legenda               |
| ----------------------------- | --------------------- |
| Grand Slam                    |                       |
| Olympische Spelen             |                       |
| tot 2009                      | vanaf 2009            |
| Tennis Masters Cup            | ATP Finals            |
| ATP Masters Series            | ATP Tour Masters 1000 |
| ATP International Series Gold | ATP Tour 500          |
| ATP International Series      | ATP Tour 250          |

| Nr.              | Datum             | Toernooi         | Ondergrond | Tegenstander in finale | Score                   | Details |
| ---------------- | ----------------- | ---------------- | ---------- | ---------------------- | ----------------------- | ------- |
| Gewonnen finales |                   |                  |            |                        |                         |         |
| 1.               | 29 maart 1998     | ATP Casablanca   | Gravel     | Álex Calatrava         | 6-4, 5-7, 6-4           | Details |
| 2.               | 27 maart 2001     | ATP Sankt Pölten | Gravel     | Markus Hipfl           | 6-0, 7-5                | Details |
| 3.               | 15 juli 2001      | ATP Båstad       | Gravel     | Bohdan Ulihrach        | 7-5, 6-3                | Details |
| Verloren finales |                   |                  |            |                        |                         |         |
| 1.               | 24 juli 1994      | ATP Stuttgart    | Gravel     | Alberto Berasategui    | 7-5, 6-3, 7-6(5)        | Details |
| 2.               | 12 februari 1995  | ATP Dubai        | Hardcourt  | Wayne Ferreira         | 6-3, 6-3                | Details |
| 3.               | 13 augustus 1995  | ATP San Marino   | Gravel     | Thomas Muster          | 6-2, 6-0                | Details |
| 4.               | 14 april 1996     | ATP Estoril      | Gravel     | Thomas Muster          | 7-6(4), 6-4             | Details |
| 5.               | 28 september 1997 | ATP Boekarest    | Gravel     | Richard Fromberg       | 6-1, 7-6(2)             | Details |
| 6.               | 2 augustus 1998   | ATP Kitzbühel    | Gravel     | Albert Costa           | 6-2, 1-6, 6-2, 3-6, 6-1 | Details |

### Dubbelspel
| Nr.                           | Datum         | Toernooi         | Ondergrond | Partner          | Tegenstanders in finale           | Score                | Details |
| ----------------------------- | ------------- | ---------------- | ---------- | ---------------- | --------------------------------- | -------------------- | ------- |
| Gewonnen finales heren dubbel |               |                  |            |                  |                                   |                      |         |
| 1.                            | 3 maart 1996  | ATP Milaan       | Tapijt (i) | Goran Ivanišević | Guy Forget Jakob Hlasek           | 6-4, 7-5             | Details |
| 2.                            | 29 maart 1998 | ATP Casablanca   | Gravel     | Diego Nargiso    | Cristian Brandi Filippo Messori   | 6-4, 7-6(4)          | Details |
| Verloren finales heren dubbel |               |                  |            |                  |                                   |                      |         |
| 1.                            | 16 april 1995 | ATP Barcelona    | Gravel     | Goran Ivanišević | Trevor Kronemann David Macpherson | 6-2, 6-4             | Details |
| 2.                            | 13 april 1997 | ATP Estoril      | Gravel     | Filippo Messori  | Gustavo Kuerten Fernando Meligeni | 6-2, 6-2             | Details |
| 3.                            | 28 mei 2000   | ATP Sankt Pölten | Gravel     | Diego Nargiso    | Mahesh Bhupathi Andrew Kratzmann  | 7-6(10), 6-7(2), 6-4 | Details |
| 4.                            | 16 juli 2000  | ATP Båstad       | Gravel     | Diego Nargiso    | Nicklas Kulti Mikael Tillström    | 4-6, 6-2, 6-3        | Details |

## Prestatietabel
| Legenda | Legenda                          |
| ------- | -------------------------------- |
| g.t.    | geen toernooi gehouden           |
| l.c.    | lagere categorie                 |
| –       | niet deelgenomen                 |
| G       | uitgeschakeld in de groepsfase   |
| 1R      | uitgeschakeld in de eerste ronde |
| 2R      | uitgeschakeld in de tweede ronde |
| 3R      | uitgeschakeld in de derde ronde  |
| 4R      | uitgeschakeld in de vierde ronde |
| KF      | uitgeschakeld in de kwartfinale  |
| HF      | uitgeschakeld in de halve finale |
| F       | de finale verloren               |
| W       | het toernooi gewonnen            |
| w-v     | winst/verlies-balans             |

### Prestatietabel grand slam, enkelspel
| Toernooi        | 1994 | 1995 | 1996 | 1997 | 1998 | 1999 | 2000 | 2001 | 2002 | 2003 |
| --------------- | ---- | ---- | ---- | ---- | ---- | ---- | ---- | ---- | ---- | ---- |
| Australian Open | 2R   | 2R   | 1R   | 1R   | 3R   | –    | 1R   | 1R   | 2R   | 1R   |
| Roland Garros   | 4R   | 1R   | 2R   | 1R   | 2R   | 2R   | 2R   | –    | 3R   | –    |
| Wimbledon       | 1R   | 1R   | 2R   | –    | –    | –    | 1R   | –    | 1R   | –    |
| US Open         | 3R   | 1R   | 2R   | –    | 1R   | 1R   | 1R   | 2R   | 1R   | –    |

### Prestatietabel grand slam, dubbelspel
| Toernooi        | 1996 | 1997 | 1998 | 1999 | 2000 | 2001 |
| --------------- | ---- | ---- | ---- | ---- | ---- | ---- |
| Australian Open | 1R   | 1R   | –    | –    | –    | 1R   |
| Roland Garros   | –    | –    | –    | –    | –    | –    |
| Wimbledon       | –    | –    | –    | –    | –    | –    |
| US Open         | 3R   | –    | –    | –    | 2R   | 1R   |